# După blocuri
După blocuri è il quinto album in studio del gruppo Rap B.U.G. Mafia. È stato distribuito il 18 gennaio del 2000.

## Tracce
| #  | Titolo                    | Tempo | Scrittore della traccia                                                      | Produttore                         | Performers        | Credits                                                                                              |
| -- | ------------------------- | ----- | ---------------------------------------------------------------------------- | ---------------------------------- | ----------------- | --- |
| 1  | "Intro"                   | 1:58  | V.Irimia, A.Demeter, D.Vlad-Neagu, V.Sârbu                                   | Tataee                             | Laura Mesescu     | - Tastiera di Tataee - Basso di Viorel Sârbu                                                         |
| 2  | "Cartieru' Pantelimon"    | 4:37  | V.Irimia, A.Demeter, D.Vlad-Neagu, C.Beldeanu, V.Sârbu                       | Tataee, co-produttore Caddy & Uzzi | Nico              | - Tastiera di Camil Beldeanu - Basso di Viorel Sârbu                                                 |
| 3  | "Interludiu"              | 0:34  | A.Demeter, V.Irmia, D.Vlad-Neagu                                             |                                    | Țeavă             | |
| 4  | "Ține-o Tot Așa"          | 4:02  | D.Vlad-Neagu, V.Irimia, V.Sârbu, C.Andrei                                    | Tataee, co-produttore Uzzi & Caddy |                   | - Tastiera di Tataee - Basso di Viorel Sârbu - Chitarra di Cristi Andrei                             |
| 5  | "...Rămâne așa"           | 0:32  | V.Irimia, D.Vlad-Neagu, A.Demeter, V.Sârbu, C.Andrei                         | Tataee, co-produttori Uzzi & Caddy |                   | - Tastiera di Tataee - Basso di Viorel Sârbu - Chitarra di Cristi Andrei                             |
| 6  | "La Greu"                 | 4:26  | A.Demeter, D.Vlad-Neagu, V.Irimia, V.Sârbu, C.Andrei                         | Tataee                             |                   | - Tastiera Tataee - Basso di Viorel Sârbu - Chitarra di Cristi Andrei                                |
| 7  | "Capu' Sus"               | 4:52  | V.Irimia, D.Vlad-Neagu, A.Demeter, C.Beldeanu, V.Sârbu, C.Andrei             | Tataee                             | Roxana Andronescu | - Tastiera di Tataee & Camil Beldeanu - Basso di Viorel Sârbu - Chitarra di Cristi Andrei            |
| 8  | "Cât A Trăit"             | 3:22  | A.Demeter, V.Irimia, C.Beldeanu, V.Sârbu, C.Andrei                           | Tataee, co-produttore Uzzi         | Puya              | - Tastiera di Tataee - Basso di Viorel Sârbu - Chitarra di Cristi Andrei - Voce di Roxana Andronescu |
| 9  | "Combinații"              | 0:38  | V.Irimia, D.Vlad-Neagu, A.Demeter                                            |                                    | Greu'             | |
| 10 | "Anturaju'"               | 4:32  | D.Vlad-Neagu, V.Irimia, A.Demeter                                            | Tataee                             |                   | - Tastiera di Tataee                                                                                 |
| 11 | "Interludiu"              | 0:22  | A.Demeter, V.Irimia, D.Vlad-Neagu                                            |                                    | Pleșa             | |
| 12 | "Unii Sug Pula"           | 4:18  | D.Vlad-Neagu, A.Demeter, V.Irimia, C.Beldeanu, V.Sârbu, C.Andrei             | Tataee                             |                   | - Tastiera di Tataee & Camil Beldeanu - Basso di Viorel Sârbu - Chitarra di Cristi Andrei            |
| 13 | "A Fost Odată-n Cartiere" | 4:37  | V.Irimia, A.Demeter, C.Beldeanu, C.Andrei                                    | Tataee, co-produttore Uzzi         | Luchian, Nico     | - Tastiera di Tataee & Camil Beldeanu - Chitarra Cristi Andrei                                       |
| 14 | "Progres"                 | 0:56  |                                                                              |                                    | Cătălin           | |
| 15 | "Două Dube"               | 2:38  | V.Irimia, A.Demeter                                                          | Tataee, co-produttore Uzzi         |                   | - Arrangiamenti di Uzzi & Tataee                                                                     |
| 16 | "Mafia și M&G"            | 4:42  | V.Irimia, A.Demeter, D.Vlad-Neagu, M.Codreanu, G.Codreanu, V.Sârbu, C.Andrei | Tataee                             | M&G               | - Tastiera di Tataee - Basso di Viorel Sârbu - Chitarra di Cristi Andrei                             |
| 17 | "Mahoarcă"                | 4:35  | V.Irimia, A.Demeter, D.Vlad-Neagu, V.Sârbu, C.Andrei, R.Bloch                | Tataee                             | Roxana Andronescu | - Tastiera Tataee - Basso di Viorel Sârbu - Chitarra di Cristi Andrei - Flauto di Rudolf Bloch       |
| 18 | "După Blocuri"            | 4:24  | V.Irimia, A.Demeter, D.Vlad-Neagu, C.Beldeanu, V.Sârbu, C.Andrei             | Tataee, co-produttori Uzzi & Caddy |                   | - Tastiera di Tataee & Camil Beldeanu - Basso di Viorel Sârbu - Chitarra di Cristi Andrei            |
| 19 | "Outro"                   | 1:34  | V.Irimia, A.Demeter, D.Vlad-Neagu, V.Sârbu, C.Andrei                         | Tataee, co-produttori Uzzi & Caddy | Greu'             | - Tastiera di Tataee                                                                                 |